# Adelaide River (Ortschaft)
Adelaide River ist eine Ortschaft im Northern Territory in Australien. Sie liegt am Südufer des gleichnamigen Flusses, 114 Kilometer südlich von Darwin.
Adelaide River entstand als Relaisstation der Transaustralischen Telegrafenleitung, zu der parallel der Stuart Highway entstand und hier den Fluss überquerte. Der durch die Entdeckung von Gold 1871 in Pine Creek ausgelöste Goldrausch brachte auch für Adelaide River einen wirtschaftlichen Aufschwung. Das und die Lage des Ortes schuf einen Bedarf nach Übernachtungsmöglichkeiten. Hotellerie entstand. Seit 1873 wurden Übernachtungsmöglichkeiten angeboten. Kurz darauf entstand das „QCE Hotel“ (QCE sollte heißen: Quiet, Comfort, Ease). 1879 erhielt der Ort eine Polizeistation.
1888 erreichte den Ort die Palmerston & Pine Creek Railway (später: North Australia Railway), die hier – etwa auf der Hälfte der Strecke – einen größeren Bahnhof einrichtete, in dem die Fahrgäste auch eine Möglichkeit hatten, ein Mittagessen einzunehmen. 1976 wurde die Bahn stillgelegt. Parallel zur alten Trasse wurde die Zentralaustralische Eisenbahn verlegt, die 2004 ihren Betrieb aufnahm, hier aber keinen Bahnhof mehr hat und deren Züge hier nicht halten.
Während des Zweiten Weltkriegs waren in der Umgebung des Ortes bis zu 30.000 australische und US-amerikanische Soldaten und Lazaretteinrichtungen stationiert. Zugleich war es ein Erholungsgebiet für die im Bereich von Darwin kämpfenden Truppen. Geblieben ist aus dieser Zeit ein Soldatenfriedhof.
Das alte Bahnhofsgebäude der Nordaustralischen Eisenbahn wurde unter Denkmalschutz gestellt. Es beherbergt seit 1988 ein Museum, das hauptsächlich die Geschichte des Ortes, der Telegrafenleitung und der Eisenbahn darstellt. Erhalten ist außerdem die alte Stahlbrücke der Bahn über den Adelaide River.

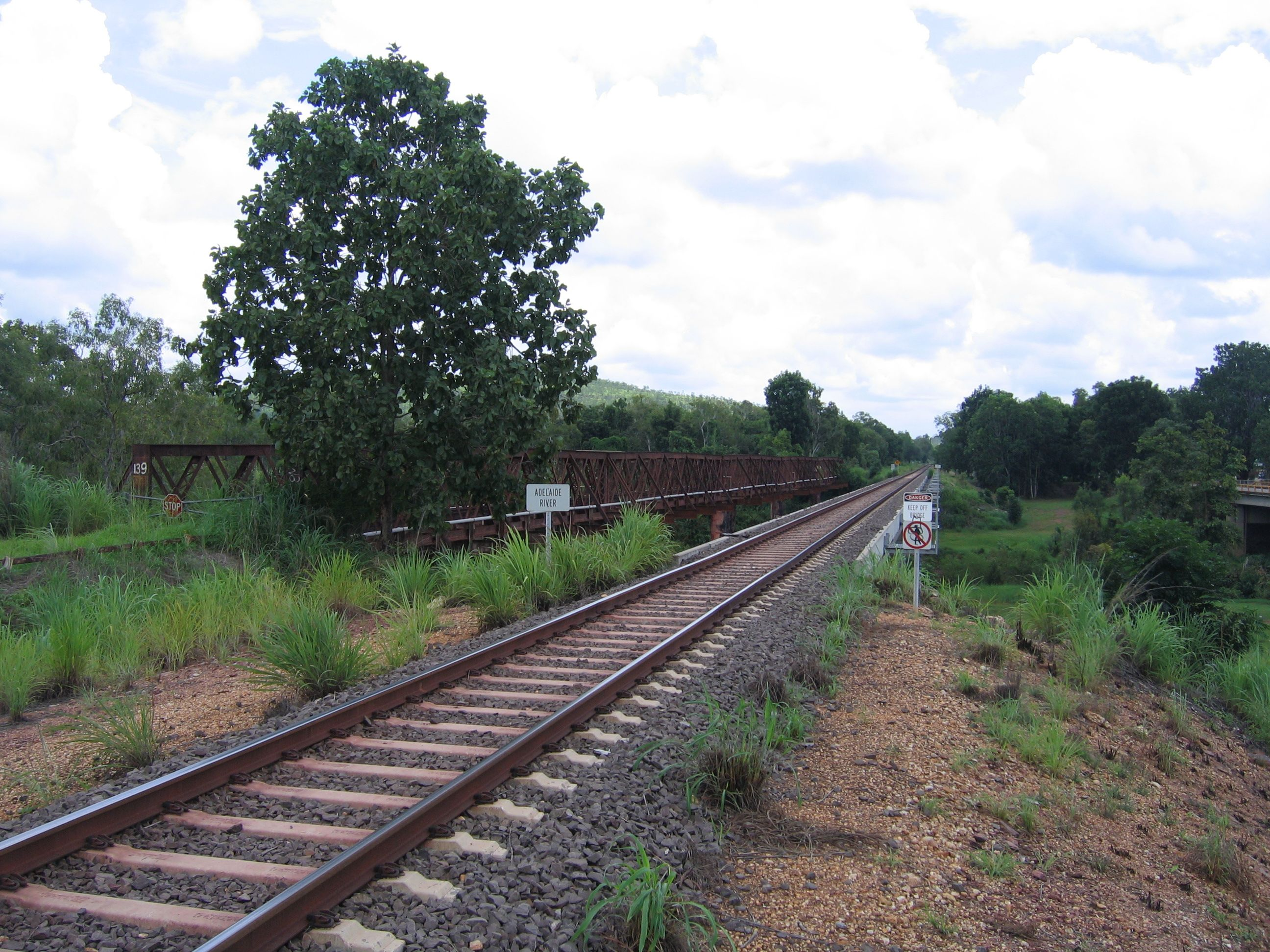
Eisenbahnbrücken über Adelaide River: Vorne die der Zentralaustralischen Eisenbahn, hinten die der Nordaustralischen Bahn
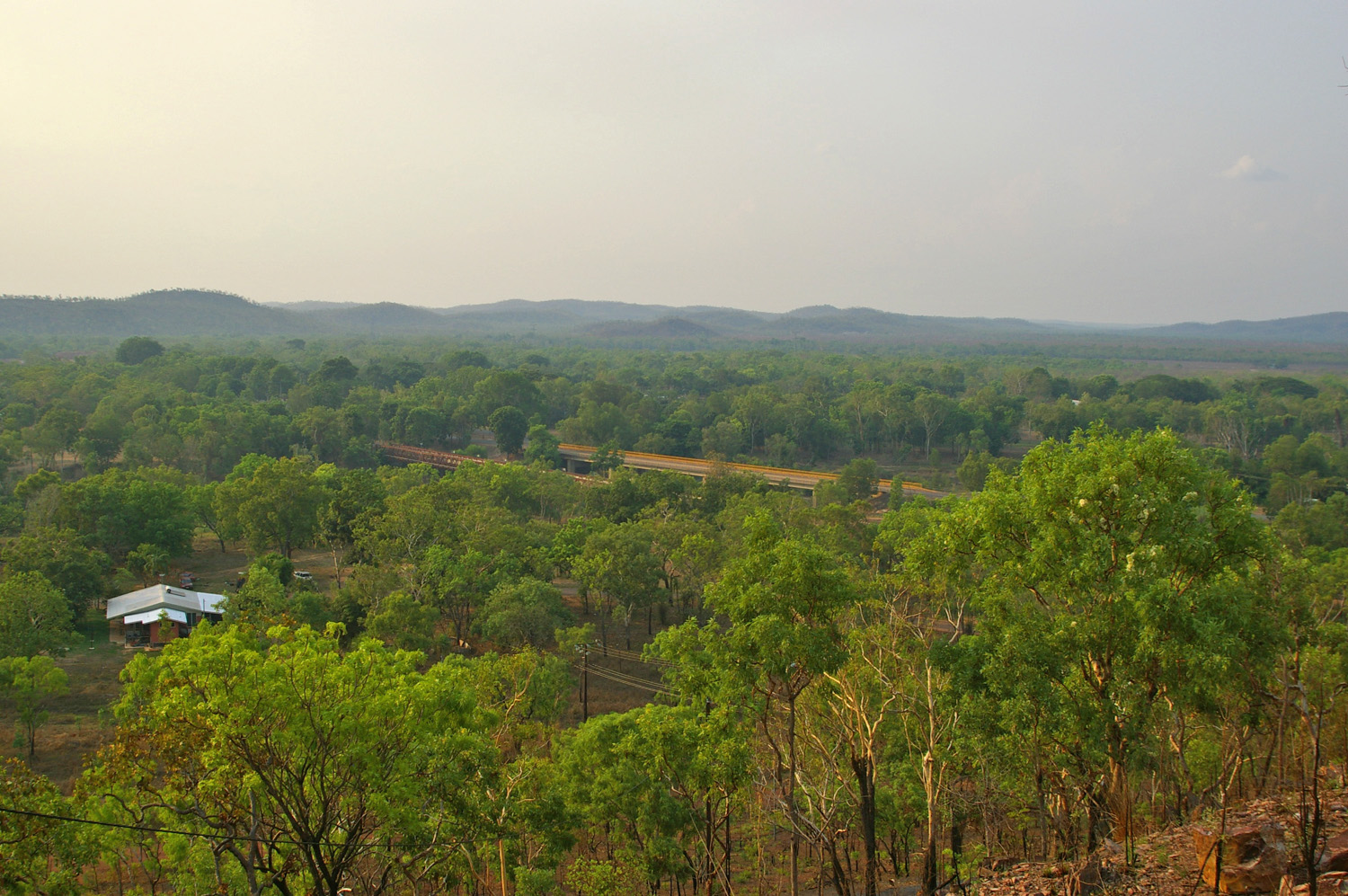
Blick über den Ort zum Fluss